# Cumopsis robusta
Cumopsis robusta är en kräftdjursart som beskrevs av Francis Day 1975. Cumopsis robusta ingår i släktet Cumopsis och familjen Bodotriidae. Inga underarter finns listade i Catalogue of Life.